# Кукуле, Айя
А́йя Ку́куле (латыш. Aija Kukule; род. 1 октября 1956, Резекне, Латвийская ССР) — советская и латвийская эстрадная певица, музыкальный педагог. Заслуженная артистка Латвийской ССР (1985).

## Биография
Родилась 1 октября 1956 года в городе Резекне, в Латвийской ССР.
Окончила отделение хоровых дирижёров Латвийской государственной консерватории (1983). Была солисткой вокально-инструментального ансамбля «Modo» Латвийской филармонии под управлением Раймонда Паулса (1975—1978), солисткой Эстрадного оркестра Латвийского телевидения и радио (с 1979 года). С начала 1990-х годов — педагог Рижской академии педагогики и управления образованием, руководитель вокальной студии «Omnes» (с 1998).

## Творчество
Айя Кукуле известна в Латвии как первая исполнительница многих хитов Раймонда Паулса (на латышском языке), которые позднее получили всесоюзную известность в исполнении Аллы Пугачёвой и других певцов на русском языке: «Tai pilsētā» (рус. «В том городе», совместно с Мирдзой Зивере), «Dāvāja Māriņa meitenei mūžiņu» (в русской версии — «Миллион алых роз»), «Atgriešanās» (рус. «Возвращение»), «Ar balsi vien» (в русской версии — «Без меня»), «Kabarē» (рус. «Кабаре»), «Trubadūrs» (в русской версии — «Шире круг») и др.
Песни «Tai pilsētā» и «Dāvāja Māriņa…» заняли первые места в республиканском конкурсе эстрадной песни «Микрофон» в 1978 и 1981 году соответственно.
В середине 1980-х годов Айя Кукуле записала несколько песен из своего репертуара на русском языке, однако в Латвии они не получили признания, а в России остались малоизвестными.
Песня в исполнении Айи Кукуле «Robots» («Робот») звучит в фильме «В субботу... в Риге!» на временно́й отметке 30 мин 21 сек (Рижская киностудия, 1986). 

## Награды и премии
- Лауреат премии Ленинского комсомола Латвийской ССР (1983)
- Заслуженная артистка Латвийской ССР (1985)
- Лауреат Большой музыкальной награды Латвии (1993)
- Кавалер ордена Трёх звёзд (9 ноября 2021 года, Латвия)[3]

## Дискография
- 1978 — «Naktsputni» (рус. «Ночные птицы», совместно с Мирдзой Зивере) — С60 10675-6
- 1980 — «Поёт Айя Кукуле» (миньон) — С62 13703-4
- 1985 — «Поёт Айя Кукуле и детский ансамбль „Кукушечка“ (Латвия)» (гибкая пластинка в журнале «Кругозор», 1985, № 1 (январь), пластинка № 10) — Г92 11076
- 1986 — «Айя Кукуле. Песни Раймонда Паулса» — С60 23559-60